# سوبا

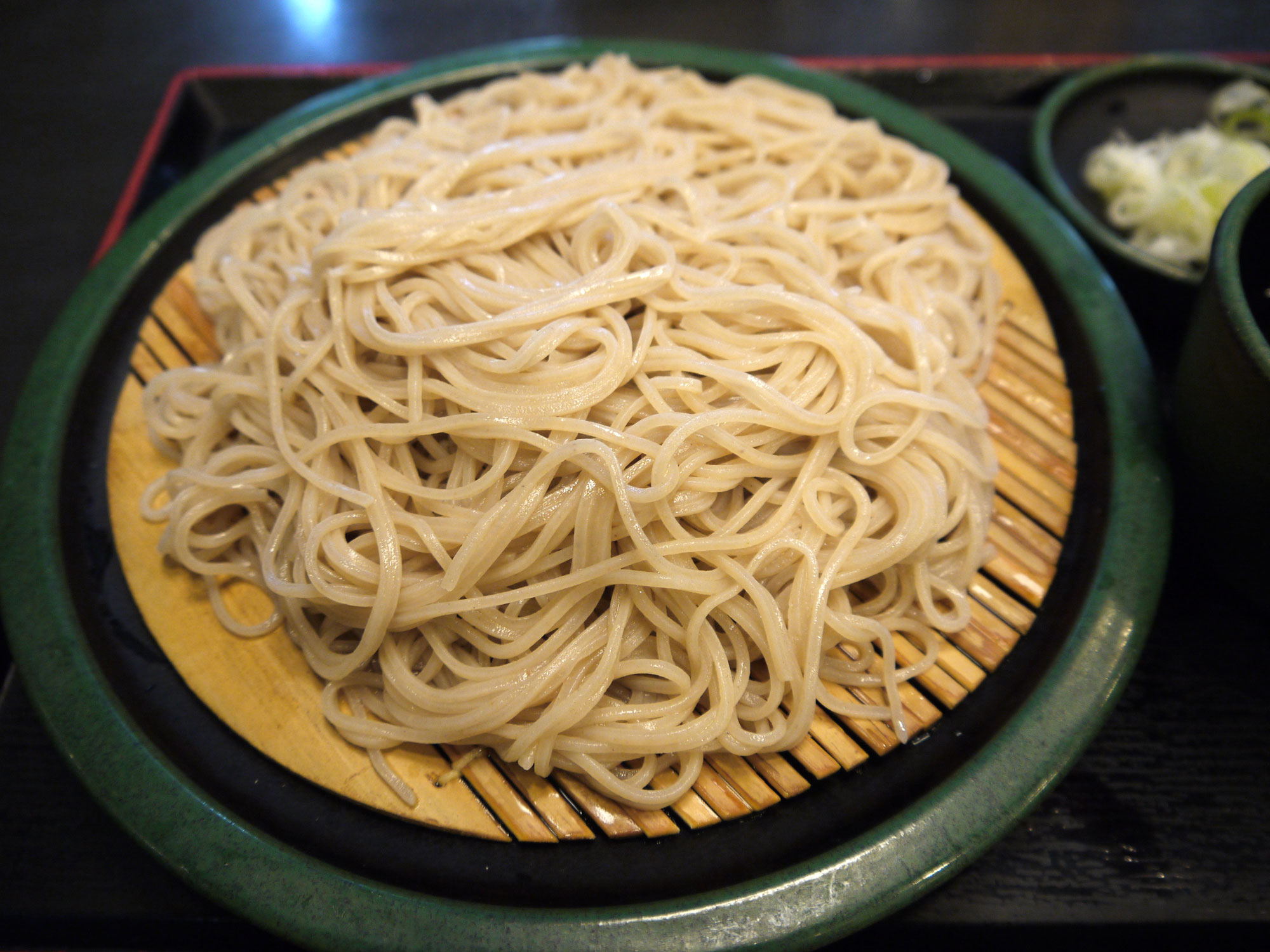
صوبا باردة مقدمة على طبق من الخيزران (زارو).

سوبا أو صوبا (باليابانية: そば أو 蕎麦) هو الاسم الياباني للحنطة السوداء، وتستخدم ذات الكلمة كاسم لنوع من الشعرية دقيقة التي تصنع من دقيق الحنطة السوداء، والتي هي من أشهر أنواع الشعرية المستخدمة في المطبخ الياباني إلى جانب تلك الأكثر منها ثخانة أودون والتي تصنع من الدقيق الأبيض.
تقدم شعرية الصوبا إما باردة أو مع طبق من صلصة للتغميس، أو في طبق من الحساء الساخن. تقدم الصوبا في فئات متنوعة من المطاعم بدءا من مطاعم الوجبات السريعة حتى المطاعم الراقية كما وتحضر في المنازل أيضا بطرق متنوعة.

## تاريخ
ارتبطت الصوبا تاريخيا بالطبقة المخملية، حيث بدأ انتشارها في فترة إيدو، حيث كان يعتبر الناس في إيدو أكثر ثروة من غيرهم في المناطق الفقيرة ولذلك كانوا أكثر عرضة لمرض بري بري بسبب استهلاكهم المرتفع من الرز الأبيض والذي يحتوي على ثيامين منخفض. وقد اكتشف بأنه من الممكن الوقاية من مرض بري بري عن طريق تناول الصوبا الغنية بالثيامين. ولذلك يلاحظ مطعم أو أكثر يقدم الصوبا في كل حي من أحياء إيدو القديمة.

## معرض صور

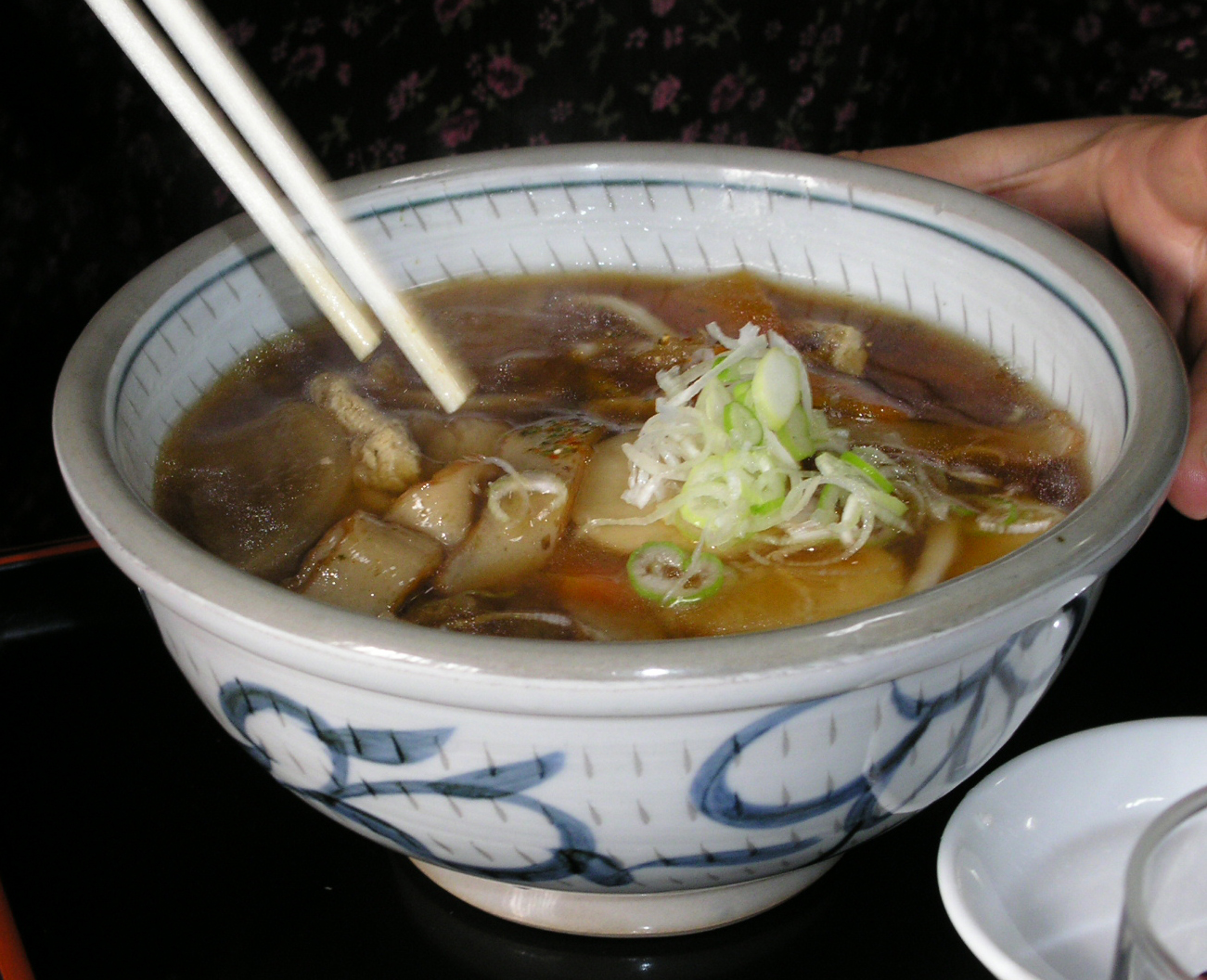
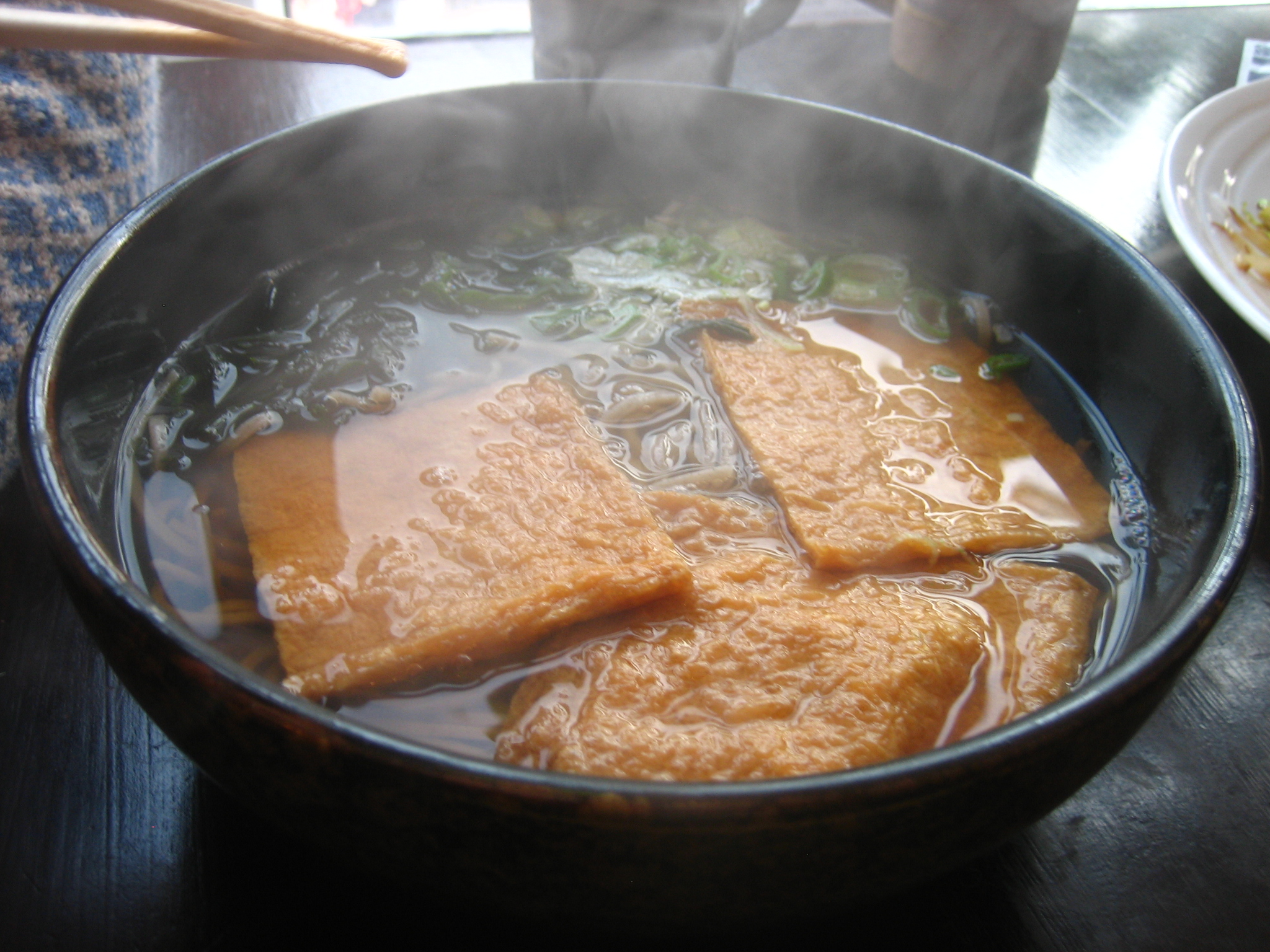
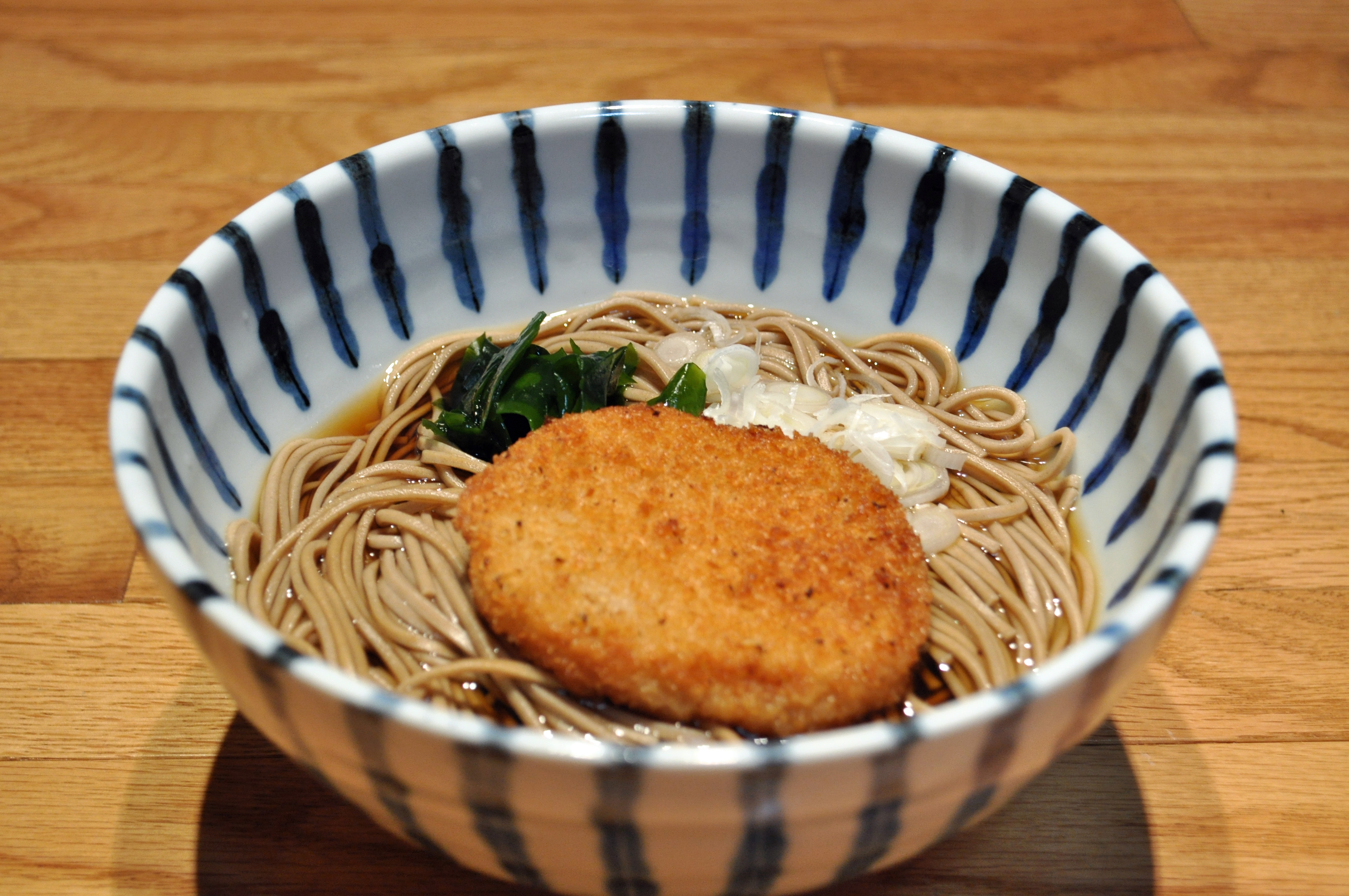
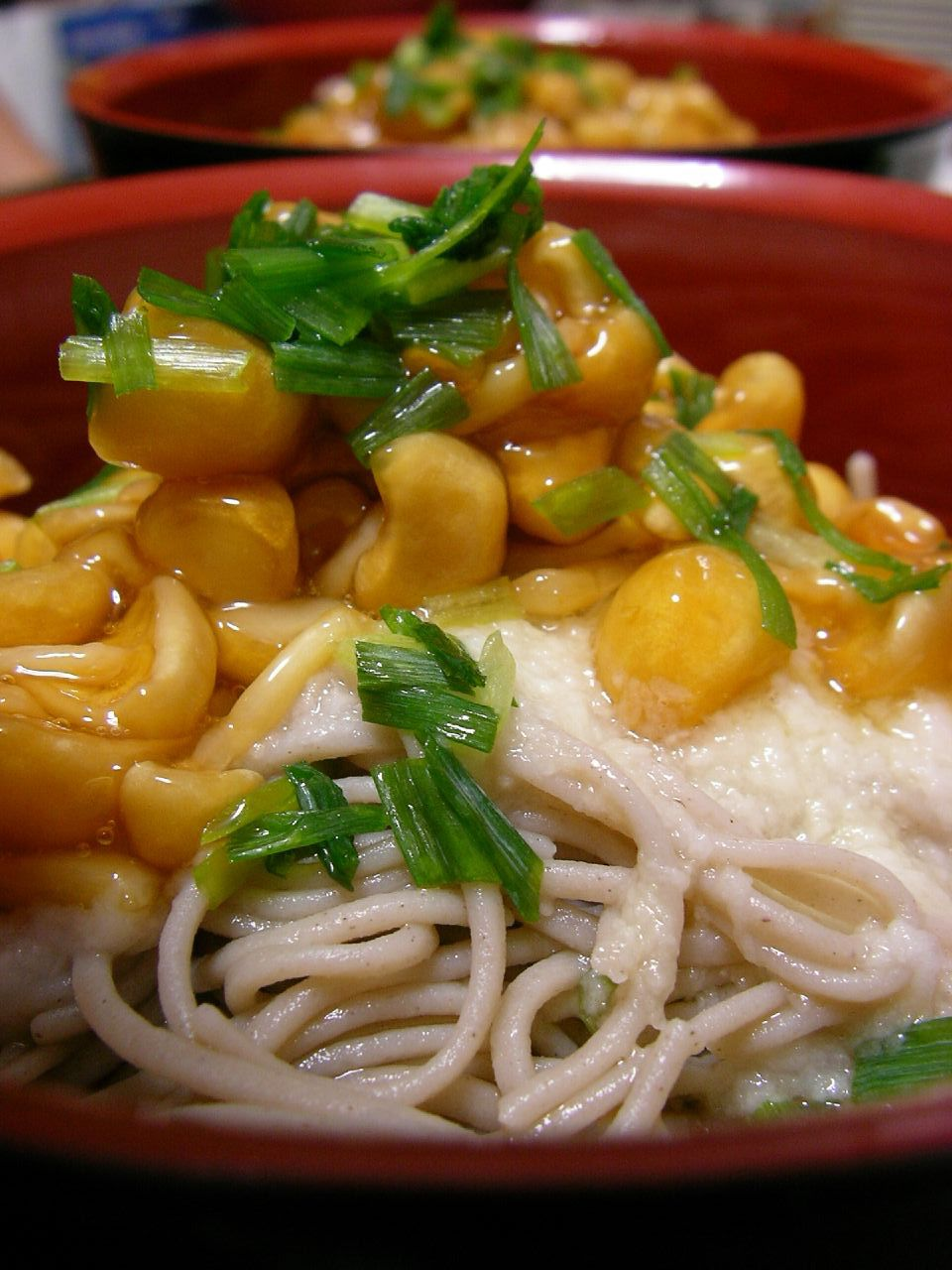
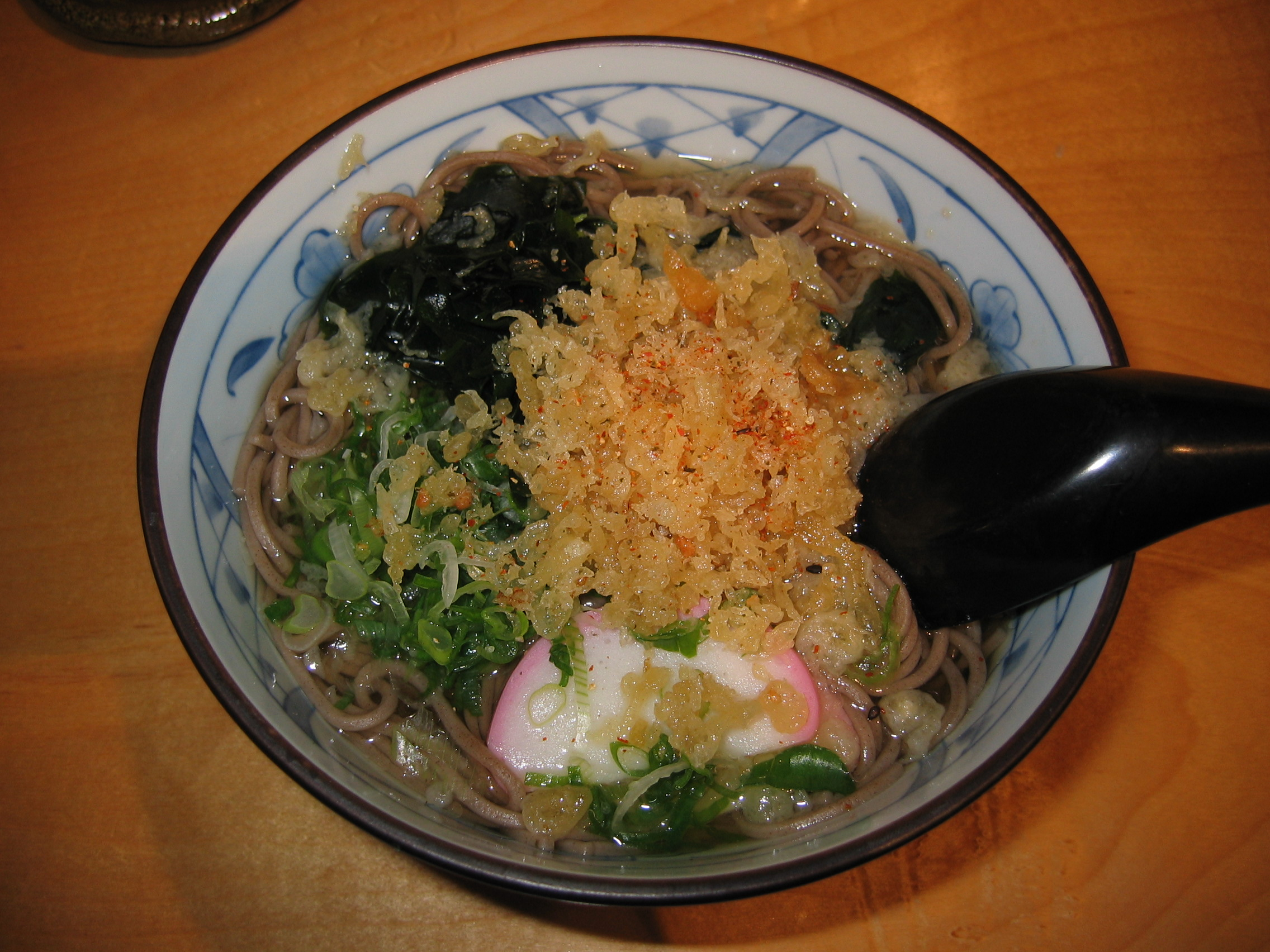

## اقرأ أيضا
- رامن
- مطبخ ياباني